# Grgica Kovač
Grgica Kovač, (ur. 5 czerwca 1966 w Splicie), chorwacki piłkarz, występujący na pozycji środkowego obrońcy lub libero. Jest zawodnikiem prawonożnym, którego największym walorem jest dobre krycie. Zna język chorwacki, bośniacki i hebrajski.

## Kariera
Swoją profesjonalną karierę zaczynał w roku 1987, kiedy to występował w lokalnych klubikach takich jak rodzinny NK Omisz czy NK Kožany. Za zwrot w karierze Kovača można uważać rok 1991 w którym to rozpoczął grę w zespole NK Varteks, z którym grał początkowo w 2 lidze jugosłowiańskiej, gdzie w swoim pierwszym sezonie w 17 występach strzelił 7 bramek, co jest bardzo dobrym osiągnięciem biorąc pod uwagę pozycję na której występuje ten zawodnik. Kolejny sezon, przyniósł zmiany natury politycznej i od tej pory Varteks występował w lidze chorwackiej, gdzie w pierwszym sezonie Varteks zajął 8. miejsce w lidze, a sam zawodnik wystąpił w 5 meczach zespołu nie strzelając żadnego gola, ale na początku sezonu odniósł kontuzję więzadeł krzyżowych. Sezon 1993 – 1994 Varteks ukończył na 5. miejscu, a sam zawodnik, który już wyleczył kontuzję więzadeł krzyżowych z poprzedniego sezonu, wystąpił w 20 meczach, strzelając 4 gole. Sezon 1994 - 1995 to 6. miejsce, wywalczone przez Varteks, który po raz kolejny był o krok od europejskich pucharów. Kovač wystąpił wtedy w 28 meczach zespołu, strzelając 2 gole. Na początku sezonu 1995 - 1996 powędrował do izraelskiego klubu, Hapoel Hajfa. Ten izraelski zespół w opinii fachowców, był faworytem do zwycięstwie w Leumit Liga. Niespodziewanie, zajął dopiero 4. miejsce, gorszym stosunkiem goli przegrywając walkę z Beitarem Jerozolima o Puchar UEFA. Zespół wywalczył prawo do występowania w następnym sezonie w Pucharze Intertoto. Kovač wystąpił w 18 meczach zespołu i zdobył 1 gola. Dodatkowo wystąpił parę razy w Pucharze Izraela. W następnym sezonie, 1996 - 1997, Hapoel Hajfa zajął dopiero 7. miejsce w lidze i nie awansowała do europejskich pucharów. Na dodatek, w Pucharze Izraela odpadli w ćwierćfinale po kompromitujących porażkach z Bene Jehuda Tel Awiw 0:2 i 0:4, a sam zawodnik wystąpił w 13 meczach, nie zdobywając żadnego gola. W Hapoelu wyrobił sobie jednak markę dobrego obrońcy i wrócił do kraju i to nie byle gdzie, bo do aktualnego wicemistrza kraju Hajduka Split. W tym sezonie wraz z Hajdukiem zdobył wicemistrzostwo Chorwacji oraz awansował do Pucharu UEFA, gdzie po pokonaniu luksemburskiego CS Grevenmacher 4:1 i 2:0, odpadł z niemieckim FC Schalke 04 0:2 i 2:3. Kovač wystąpił w 20 meczach drużyny nie zdobywając żadnego gola. W następnym sezonie, 1998 – 1999 przeniósł się do zespołu NK Slaven Belupo, który zajął pozycję spadkową zdobywając zaledwie 21 punktów, jednakże sezon ten był sezonem, kiedy żadna drużyna nie spadła z ekstraklasy, bowiem ekstraklasę rozszerzono o 2 zespoły i Chorwacki Związek Piłki Nożnej wydał decyzję o tym, że w tym sezonie nie będzie spadkowiczów z ligi. Kovač wystąpił w 11 meczach zespołu, nie strzelił żadnego gola. W następnym sezonie, 1999 - 2000 Slaven Belupo grało już znacznie lepiej i zajęło 5. miejsce w lidze, natomiast sam zawodnik wystąpił w 13 meczach swojego zespołu, nie strzelając żadnego gola. Przed rozpoczęciem sezonu 2000 - 2001 podjął decyzję o powrocie do swojego byłego klubu, NK Varteks, w którym w jednej rundzie wystąpił 6 razy, strzelając 1 gola. Przed rundą wiosenną przybył do Polski do zespołu Wisły Płock, gdzie zadebiutował 7 marca 2001 w meczu Pucharu Polski z Odrą Opole przegranym przez Wisłę 1:2. W ekstraklasie zadebiutował trzy dni później, w meczu przeciwko Dyskobolii Grodzisk Wielkopolski, który to Wisła na wyjeździe wygrała 2:1. Ogółem w barwach Wisły Płock Kovač wystąpił 12 razy, 10 razy w lidze, a 2 razy w Pucharze Polski. Jego ostatnim występem był mecz rozgrywany 23 maja 2001 w Płocku kiedy to Wisła pokonała Legię Warszawa 1:0. Orlen Płock, bo tak ówcześnie nazywała się Wisła spadł z 1 ligi, a w Pucharze został wyeliminowany w 5 rundzie przez wyżej wspomnianą Odrę Opole. Następny sezon, 2001 - 2002 Grgica rozpoczął więc po raz kolejny w Varteksie, w 9 meczach swego zespołu, zdobył aż 3 gole, a sam Varteks zajął 4. miejsce w lidze i awansował do europejskich pucharów, gdzie spisywał się bardzo dobrze. W pierwszej rundzie pokonał zespół z Liechtensteinu FC Vaduz 3:3 i 6:1. W następnej fazie trafił na angielskim Aston Villa, który sensacyjnie wyeliminował stosunkiem goli na wyjeździe wygrywając w Anglii 3:2 i u siebie przegrywając 0:1. W kolejnej fazie Varteks starł się z duńskim Broendby Kopenhaga, z którym wygrał u siebie 3:1 by w Kopenhadze przegrać aż 0:5. W meczach tych Kovač grał łącznie 10 minut, występując za każdym razem w roli rezerwowego. Bardzo dobrze było także w Pucharze Chorwacji, gdzie Varteks przegrał w finale z Dinamem Zagrzeb stosunkiem goli 1:2 po remisie u siebie 1:1 i przegranej w Zagrzebiu 0:1. W sezonie 2002 - 2003 nie znalazło się już miejsce w składzie dla Kovača, który musiał odejść do zespołu II ligi chorwackiej Marsonia Slavonski Brod, z którym z 1 miejsca w lidze awansował do 1 ligi. Sam zawodnik wystąpił jednak w składzie tylko 4 razy i to w meczach z najsłabszymi rywalami. Sezon 2003 - 2004 rozpoczął w bośniackim zespole NK Grude, który w tym czasie występował w III lidze.
Kovač wystąpił w 15 meczach tego zespołu, strzelając 5 goli, ale kontuzja przywodziciela, która go dopadła, pomogła mu podjąć decyzję o zakończeniu sportowej kariery.